# لقاء الغرباء (فلم)
لقاء الغرباء هو فيلم مصري عرض عام 1968، بطولة أحمد مظهر ومريم فخر الدين، ومن إخراج سيد طنطاوي.

## قصة الفيلم
تموت زوجة رأفت وتترك له طفليه عايدة وممدوح، تمر السنوات برأفت ويعاني في تربية الطفلين، ثم يتعرف على وفاء ويتزوجها كي تقيم معه في البيت، تحاول وفاء أن تعوض أمومتها المفقودة بالصغيرين لكنها تتقدم في ذلك بصعوبة بالغة فعايدة لا تكن لها أي حب , ومع ذلك لا تيأس، ينتحر رأفت عقب إصابته بالإفلاس واضطراره للاختلاس من الشركة التي يعمل بها، وتجد وفاء نفسها أمام مسئولية ضخمة فتقرر تربية الطفلين، والخروج إلي العمل لتربيتهم وتسديد المبلغ المختلس، يشعر كل من ممدوح وعايدة بقدر تضحيتها. ويعيشان معها سعيدين بعد أن تتزوج وفاء من حبيبها القديم كمال.

## طاقم التمثيل
- أحمد مظهر: (كمال)
- مريم فخر الدين: (وفاء)
- رفيق السبيعي: (رفعت)
- فريد شوقي: (ضيف شرف)
- ماهر العطار: (ممدوح)
- منى سليم: (عايدة)
- علياء نمري
- لطفي زيني
- فاطمة خانجي: (عايدة طفلة)
- منير جارودي: (ممدوح طفل)
- فؤاد ضاهر
- أحمد دنش
- نجوى الموجي
- خليل صليبي
- مارسيل مارينا
- إلياس أبو حبيب
- آمال صادر
- كاميليا: (سهير)
- ماروشكا
- جيرمين صباغ

## فريق العمل
- إخراج: سيد طنطاوي
- تأليف: عبد العزيز سلام
- مدير التصوير: غسان هارون
- مونتاج: ميشال تامر
- إنتاج: أنور الشيخ ياسين
- توزيع: أنور الشيخ ياسين